# エットーレ・ブガッティ
エットーレ・アルコ・イジドロ・ブガッティ（Ettore Arco Isidoro Bugatti、1881年9月15日 - 1947年8月21日）は、イタリアのミラノに生まれ、フランスのアルザス地方モルサイムに自動車メーカー・ブガッティを創業した自動車実業家・技術者・設計者である。

## 創業まで
父カルロ・ブガッティと母テレサ・ロリオリの長男として、イタリアのミラノに生まれた。カルロは有名なアールヌーヴォー様式の家具・宝飾品のデザイナーで、弟のレンブラント・ブガッティ(1884-1916)は動物を主に題材とした彫刻家になった。叔母のルイジーアは画家ジョヴァンニ・セガンティーニの妻である。またカルロの父であり、エットレの祖父であるジョヴァンニ・ルイージ・ブガッティも画家・彫刻家で、ブガッティ家はまさに芸術家一族であった。故国イタリアを離れてパリに居を構え、一家の交友相手の大半はフランス人であった。
早くから自動車に関心を持ち、まだ10代であった19世紀末から、当時ようやく勃興しはじめた自動車メーカーのためにエンジンや車体を設計した。第1作は1898年にプリネッティ&ストゥッキのために設計した自動車で、この車は後にブガッティ研究者によって「ブガッティ・タイプ1（T1）」と呼ばれている。
その後、1901年にT2を開発、ミラノの自動車博覧会で賞を獲得した。これがディートリヒ社の社主ディートリヒ男爵の目に止まり、1902年から1904年にはエットレが設計した車がディートリヒ＝ブガッティのブランドで製作されることになり、T3からT7が生まれた。1907年には、ドイツ社（Deutz Gasmotoren Fabrik）のためにT8・T9を設計し、独立後の1913年にもプジョーのために小型車ベベ（Bébé）BP1型を設計した。
1907年には自宅地下室でT10を自主開発、独立に備えた。

## ブガッティ社創業者として
1909年、当時ドイツ帝国領となっていたアルザス地方（第一次世界大戦後はフランス領）のモルサイムに自らの会社を興し、T13（「ブレシア」）の生産を始めた。彼の製作する自動車は、材質に軽合金を多用するなど技術的に進んでいて、高性能であったばかりでなく、1つ1つの機械部品の隅々、例えばエンジン単体、アルミホイール、サスペンション、車体のリベット留めなどにまで完璧な美しさが追求されていた。美しさを優先したせいかヘッドが大きく嵩むDOHCの採用は遅く、直方体のSOHCに固執していた。有名な作品としてはT35グランプリカー、12,763 ccという史上最大のエンジン排気量を持つ超高級車T41ロワイヤル、ブガッティ車としては710台と最も多数が生産されたスポーティな高級車T57などがある。このうち、T41ロワイヤルの車体デザインとT57の設計は、エットレの長男で父譲りのデザイナー・技術者としての才能を持っていたジャンが担当した。
また、フランス国鉄向け鉄道車両「オトレール」（Autorail）ガソリンカーの開発・製造を行った。エアレース用航空機「100P」の設計も試みたが、こちらは未完成に終わっている。

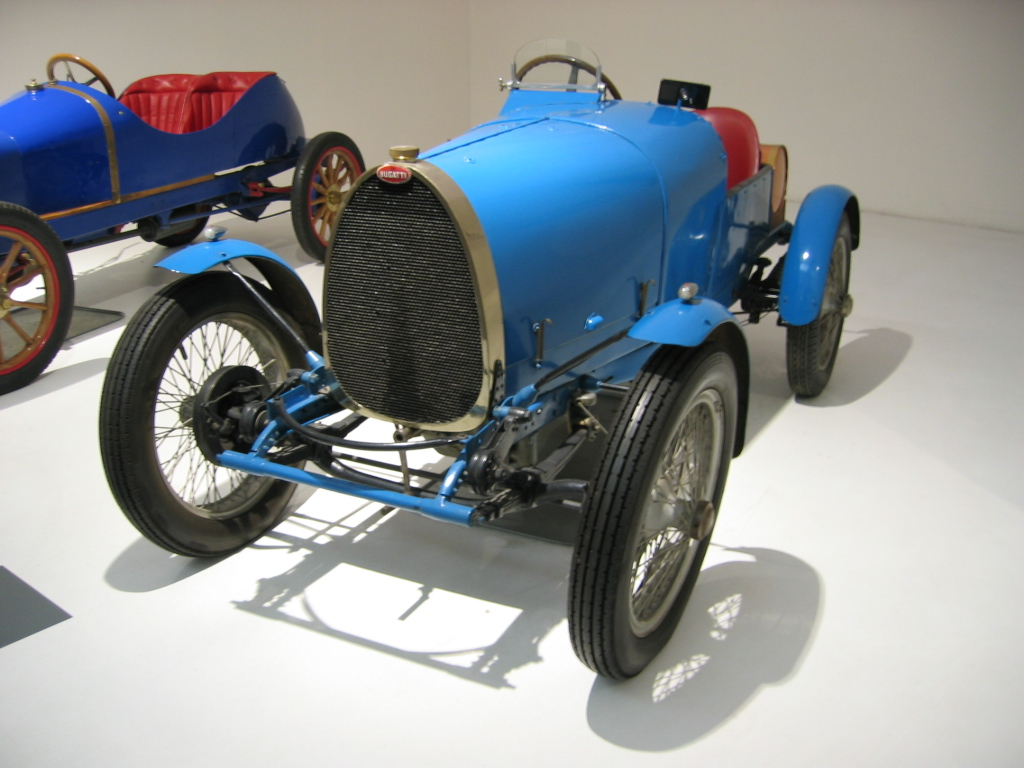
T13
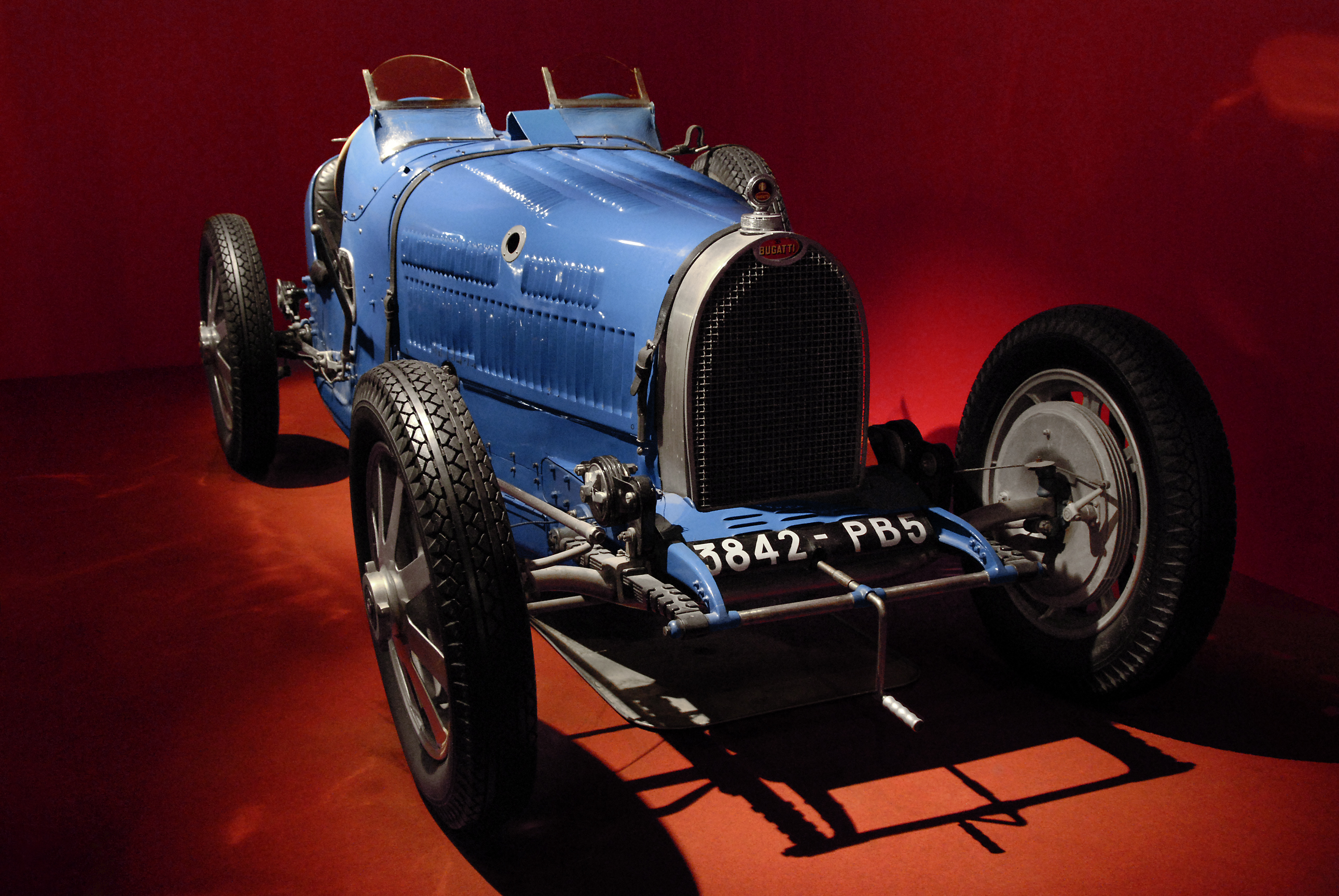
T35GPカー
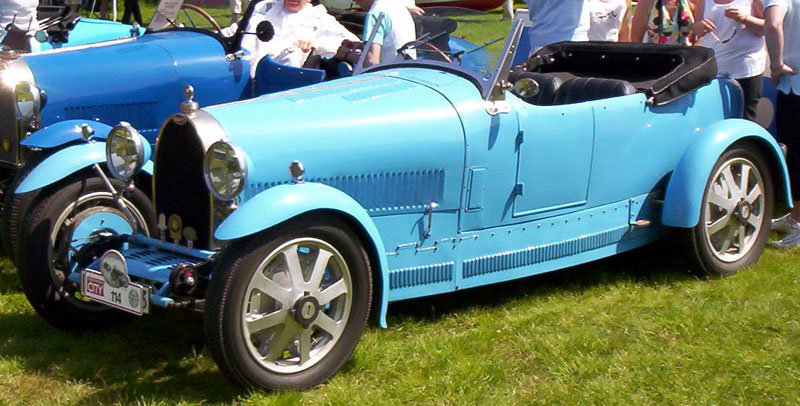
T43グランスポーツ
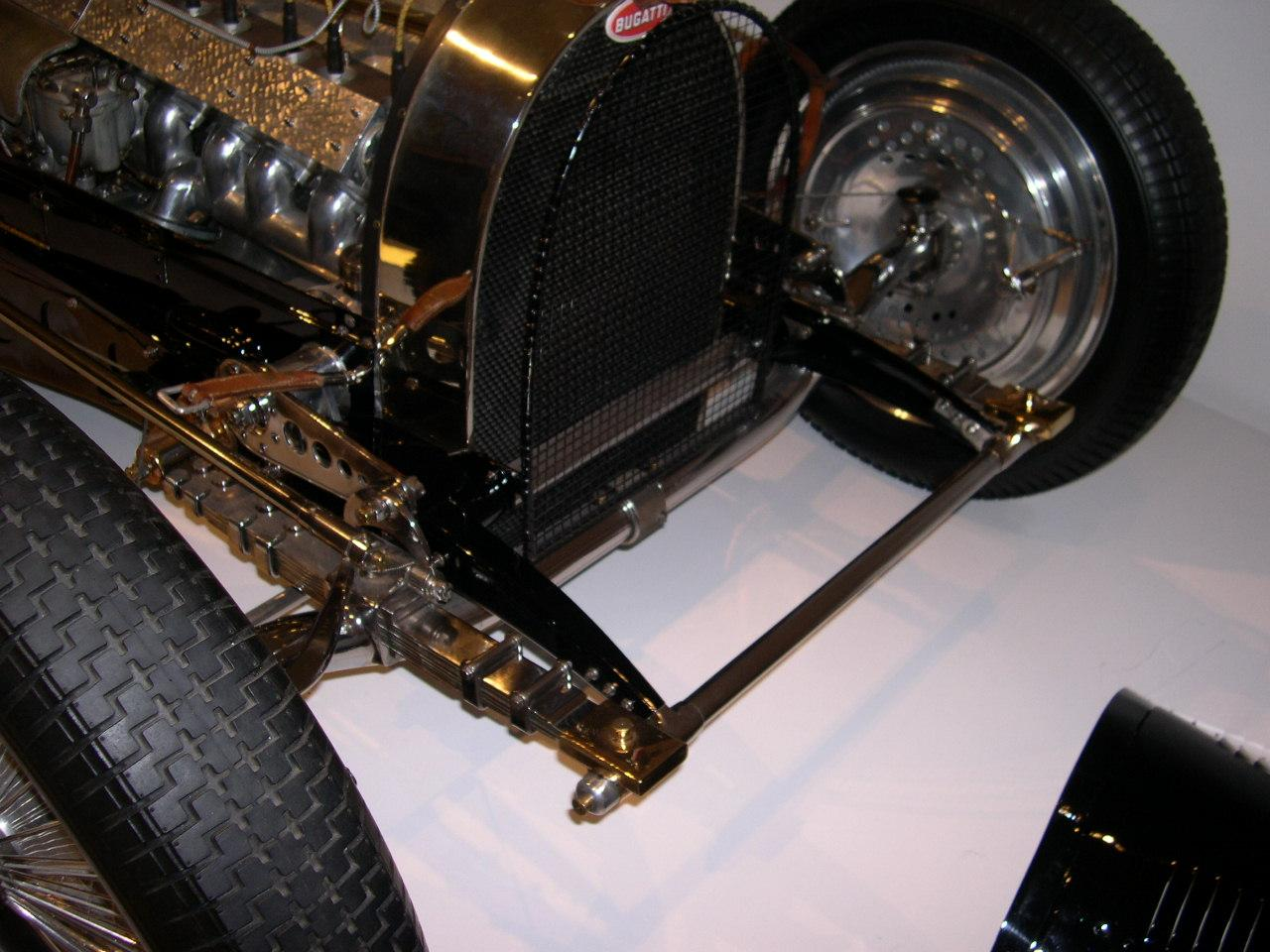
T59GPカーのフロント部分

## 晩年
晩年は過去の自分の設計に固執する傾向が目立つようになっていた。ジャンがT57のために独立懸架式のフロント・サスペンションを計画しているのを知ったエットレは激怒し、結局T57にはその部分だけひどく時代遅れな、固定軸式サスペンションが採用された。機械式ブレーキにも固執し、T57が油圧ブレーキになったのは中期モデルになってからであった。
1939年8月にジャンが試験走行中に事故死すると、社内には誰も進言できる者がいなくなった。ジャンの死の直後に勃発した第二次世界大戦で、ブガッティのような高級車は生産できなくなり、軍需用の航空機部品生産が本業となった上、モルサイム工場は破壊された。戦争中はパリ近郊のルヴァロアに新工場を建設し、新設計の自動車をそこで生産する計画を練っていたが、戦争終結後の混乱がなお続いていた1947年に病没した。ジャンとともにモルサイム近くのドルリサイムにあるブガッティ家の墓地に埋葬されている。